# Barbara Cerar
Barbara Cerar, slovenska igralka in pisateljica * 8. november 1971, Ljubljana.

## Življenje in ustvarjanje
Barbara Cerar je obiskovala Gimnazijo Poljane in diplomirala iz dramske igre leta 1997 na Akademiji za gledališče, radio film in televizijo (AGRFT) v razredu profesorjev Kristijana Mucka in Dušana Mlakarja.
Na koncu 1980. let je kot ena najmlajših igralk v Šentjakobskem gledališču Ljubljana ustvarila štiri vloge in nastopila v skupaj 110 ponovitvah. Med študijem je gostovala v Slovenskem ljudskem gledališču Celje in se leta 1996 zaposlila v Slovenskem stalnem gledališču Trst, kjer se je predstavila v različnih vlogah dramskih besedil sodobnih avtorjev in klasikov.
Od leta 2003 je stalna članica igralskega ansambla SNG Drama Ljubljana, kjer trenutno uživa status prvakinje.
Barbara Cerar je z raznolikimi izraznimi sredstvi ustvarila številne odrske like v uprizoritvah različnih žanrov. Izdelala jih je kompleksno, ponotranjeno in poglobljeno. To so pomembne odlike energične, radožive, duhovite in domiselne igralke, ki je prejela številne nagrade (bila je žlahtna komedijantka, Borštnikova nagrajenka, dobitnica Ježkove nagrade, prejemnica nagrade Prešernovega sklada).
Med svoje najljubše odrske stvaritve igralka šteje vlogo Ane v predstavi Dnevnik Ane Frank (SSG Trst, 1999, avtorja Frances Goodrich, Albert Hackett, režija Zvone Šedlbauer), vlogo neveste v Krvavi svatbi (SSG Trst, 2000, avtor Federico García Lorca, režiser Damir Zlatar Frey), več vlog v predstavi Barčica za punčke (SNG Drama Ljubljana, 2009, avtor Milena Marković, režiser Aleksandar Popovski), vlogo One v Angelu pozabe (SNG Drama Ljubljana, 2014, avtorica Maja Haderlap, režiser Igor Pison), vlogo Evrope v predstavi Evropa (Zavod Imaginarni in CD, 2014, avtorica Ivana Sajko, režiser Primož Ekart) ter vloge v filmih Šelestenje, Ekspres, ekspres, Oda Prešernu, Vaja zbora, Kandidatka in šofer, Pokrajina št. 2 in Jasnovidka.
Od leta 2021 je profesorica na Akademija za gledališče, radio, film in televizijo v Ljubljani.

## Filmografija

### TV serije
- Ekipa Bled (2019)
- Moji, tvoji, najini (2011-2012)

### Filmi
- Zastoj (2021)
- Sanremo (2020)
- Izbrisana (2018): direktorica
- Panika (2013)
- Pokrajina št. 2 (2008)
- Ljubljana je ljubljena (2005)
- Oda prešernu (2001)
- Ekspres, ekspres (1997): dekle

## Nagrade
- 2014, Borštnikova nagrada, 49. Festival Borštnikovo srečanje, Maribor, za vlogo Ona v predstavi Angel pozabe (avtorica Maja Haderlap, režija Igor Pison), SNG Drama Ljubljana
- 2011, nagrada Franeta Milčinskega – Ježka, RTV Slovenija, za vlogi Helenca v filmu Vaja zbora (scenarij in režija Vinko Möderndorfer) in Ditka Lončarič v filmu Kandidatka in šofer (scenarij Tone Partljič, režija Vinko Möderndorfer), TV Slovenija
- 2010, nagrada Prešernovega sklada, Ljubljana, za vloge: Gillian v predstavi Prerekanja (avtor Julian Barnes, režija Boris Cavazza); Lucinda v predstavi Življenje podeželskih plejbojev po drugi svetovni vojni (avtor Dušan Jovanović, režija Jaka Andrej Vojevec); Kasandra v predstavi Oresteja (avtor Ajshil, režija Jernej Lorenci); Mlajša sestra, Alica, Sneguljčica, Zlatolaska, Palčica, Princeska, Ženska, Čarovnica v predstavi Barčica za punčke (avtorica Milena Marković, režija Aleksandar Popovski), SNG Drama Ljubljana
- 2010, Sterijeva nagrada za igralsko kreacijo, 55. Sterijino pozorje, Novi Sad, za vloge Mlajša sestra, Alica, Sneguljčica, Zlatolaska, Palčica, Princeska, Ženska, Čarovnica v predstavi Barčica za punčke (avtorica Milena Marković, režija Aleksandar Popovski), SNG Drama Ljubljana
- 2006, Borštnikova nagrada, 41. Borštnikovo srečanje, Maribor, za vlogo Marie v predstavi Bolezen mladosti (avtor Ferdinand Bruckner, režija Mateja Koležnik), SNG Drama Ljubljana
- 2000, priznanje Združenje dramskih umetnikov Slovenije (ZDUS), za vloge: Ann Deever v predstavi Vsi moji sinovi (avtor Arthur Miller, režija Zvone Šedlbauer), SSG Trst; Marianne v predstavi Zgodbe iz Dunajskega gozda (avtor Ödön von Horváth, režija Mario Uršič), SSG Trst; Starka v predstavi Stoli (avtor Eugène Ionesco, režija Bojan Jablanovec), Primorski poletni festival
- 1997, žlahtna komedijantka, 6. Dnevi komedije, Celje, za vlogo Helene v predstavi Florentinski slamnik (avtor Eugène Labiche, režija Vito Taufer), SLG Celje
- 1997, zlata paličica za najboljšo žensko vlogo, 5. Festival otroških predstav poklicnih gledališč in gledaliških skupin Zlata paličica, Ljubljana, za vlogo Palček v predstavi Palček (avtorja brata Grimm, adaptacija Miroslav Košuta, režija Marko Sosič), SSG Trst[5]